# Isabella van Armenië
Isabella of Zabel (Armeens: Զապել) (27 januari 1216 - overl, c. 1252) was koningin van Armeens Cicilie vanaf 1219 tot 1252. 
Ze was de dochter van Leo II van Armenië en Sybilla de Lusignan, dochter van Amalrik I van Cyprus en Isabella van Jeruzalem. Leo benoemde Isabella als zijn troonopvolgster, ondanks het bestaan van zijn kleinzoon, de jong-overleden Johannes van Brienne, zoon van zijn oudste dochter Stefanie en Jan van Brienne, co-koning van Jeruzalem in de periode van zijn vorig huwelijk. 
Isabella trouwde twee keer. Haar eerste man was Filips van Antiochië, zoon van Bohemund IV van Antiochië, met wie ze trouwde in 1222. Filips werd vermoord in 1225.
Haar tweede man was Hethum van Barberon van de Hethumidendynastie waaruit haar grootmoeder van vaderszijde stamde, met wie ze tegen haar zin trouwde op 14 juni 1226. Hethum werd koning-consort van Armenië van 1226 tot haar overlijden in  1252. Nadien bestuurde hij met volmacht het land verder als koning tot zijn eigen overlijden in 1270. Het koppel kreeg zes kinderen.
- Leo III (overl. 1289)
- Thoros (overl. 1266),
- Sibylle (overl. 1290), huwde met Bohemund VI van Antiochië
- Euphemie (overl. 1309), huwde met Julian Grenier, heer van Sidon
- Rita van Armenië
- Maria van Armenië, huwde met Guy d'Ibelin